# Thomas Alfred English
Thomas Alfred English, född 9 december 1819 i Köpenhamn, död där 14 april 1889, var en dansk ingenjör. 
English kom från en gammal engelsk familj. Fadern, Thomas English, bosatte sig i Danmark i början av 1800-talet, ingick äktenskap med justitsråd Berths yngsta dotter och slutligen föreståndare för Leren kopparverk i Norge. Vid faderns död kom den 15-årige sonen till Flensborg, blev lärling i en maskinfabrik, senare maskinmästare på ett ångfartyg och därefter verkmästare på en fabrik i London. Han utbildade sig i teoretisk hänseende genom självstudier och startade 1849, tillsammans med Carl Julius Hanssen, ingenjörsfirman English & Hanssen i Köpenhamn. Detta företag byggde 1852 i Odense Danmarks förste kommunala vatten- och gasverk och senare vatten- och gasverk i en rad danska och svenska städer. Förutom olika fabriker, torrläggningar och liknande planlade English i Birmingham en stor anläggning för kraftdistribution med hjälp av tryckluft, vilken fick stor uppmärksamhet.